# Contea di Broome (Australia)
La contea di Broome è una delle quattro Local Government Areas che si trovano nella regione di Kimberley, in Australia Occidentale. Si estende su di una superficie di circa 55.796 chilometri quadrati ed ha una popolazione di 14.254 abitanti, la maggior parte dei quali risiede nel capoluogo Broome. Nella contea vi sono numerose comunità di aborigeni australiani.